# Dilys
Dilys  è un nome proprio di persona gallese femminile.

## Varianti
- Femminili: Dylis[1]

## Origine e diffusione
Nome usato a partire dall'Ottocento, riprende un termine gallese che vuol dire "genuina", "leale", "certa", "autentica"; il significato è lo stesso del nome italiano Ingenuino.

## Onomastico
Il nome è adespota, cioè non è portato da alcuna santa, pertanto l'onomastico ricade il 1º novembre, ad Ognissanti.

## Persone
- Dilys Laye, attrice britannica
- Dilys Rose, poetessa e romanziera scozzese
- Dilys Watling, attrice e cantante inglese

## Il nome nelle arti
- Dilys Price è un personaggio della serie animata Sam il pompiere.